# SN 2010af
SN 2010af – supernowa typu Ia-pec odkryta 4 marca 2010 roku w galaktyce NGC 3172. W momencie odkrycia miała maksymalną jasność 17,20m.